# Ángel Luis Morón Romero
Ángel Luis Morón Romero (Madrid, 15 de juliol de 1969) és un exfutbolista madrileny, que ocupava la posició de defensa.

## Trajectòria
Comença a destacar a les files del Rayo Vallecano, on és titular en Segona Divisió. L'estiu de 1988 fitxa pel CA Osasuna, amb qui debuta a la màxima categoria, però hi serà suplent en les dues campanyes que hi passa a Navarra.
La temporada 90/91 recala al CE Castelló, on recupera la titularitat. La temporada 91/92 milita al CP Mérida, de la categoria d'argent.